# Korey Cunningham
Korey Cunningham (Montevallo, Alabama; 17 de mayo de 1995 – Clifton, Nueva Jersey; 25 de abril de 2024) fue un jugador estadounidense de fútbol americano que jugó cinco temporadas con tres equipos en la posición de tackle ofensivo.

## Carrera

### Inicios
Cunningham era estudiante de Montevallo High School en Montevallo, Alabama, donde jugaba las posiciones de tight end y defensive end.
Cunningham luego pasaría a jugar para los Auburn Tigers a nivel universitario dirigido por Gene Chizik, pero luego de que Chizik fuera reemplazado por Gus Malzahn, sería transferido a los UAB Blazers. Luego el que era entrenador asistente en los Blazers, Tyson Helton, dejara UAB para ser el entrenador de los Cincinnati Bearcats, Cunningham se fue con él. Sería convertido a tackle ofensivo. Jugó 33 partidos, en los que los últimos 24 sería titular como tackle izquierdo.

### Profesional
Cunningham fue seleccionado por los Arizona Cardinals en la séptima ronda (254° global) en el Draft de 2018 de la NFL. El 11 de mayo de 2018 firmaría su contrato de novato. Fue titular en seis partidos con los Cardinals en 2018, pero una lesión en el pie en la semana 16 lo mandó a la lista de lesionados el 25 de diciembre de 2018.
El 28 de agosto de 2019 los Cardinals cambiaron a Cunningham a los New England Patriots por una selección de sexta ronda del Draft de 2020. Cunningham jugó 18 partidos de temporada regular con los Patriots, siendo titular en seis de ellos además de jugar un partido de playoffs. El 31 de agosto de 2021 Cunningham fue liberado por los Patriots para completar el roster de 53 jugadores.
El 7 de septiembre de 2021 Cunningham fue contratado para el equipo de práctica de los New York Giants. El 19 de octubre de 2021 Cunningham sería incluido en el roster principal.
El 17 de marzo de 2022 los Giants renovaron a Cunningham. El 22 de julio de 2022 cancelarían su contrato. El 18 de octubre de 2022 los Giants volverían a contratar a Cunningham para su equipo de práctica. El 23 de noviembre de 2022 Cunningham volvería al equipo principal para la semana 12 ante los Dallas Cowboys. Luego firmaría para el equipo de reservas el 22 de enero de 2023. Sería dejado en libertad el 27 de agosto de 2023.

## Muerte
El 25 de abril de 2024 una llamada de emergencia reportó haber encontrado a Cunningham muerto a los veintiocho años en Clifton, Nueva Jersey, en su casa cerca de las 3:30 p. m. EDT luego de haber sido encontrado inconsciente. La policía reportó a RLS Media que fue un suicidio.